# Cratichneumon pectoralis
Cratichneumon pectoralis là một loài tò vò trong họ Ichneumonidae.